# North Arm
North Arm est une ville des Îles Malouines, situé sur la côte sud, surplombant l'île des Lions de mer. En 2007, sa population était de 25 habitants, dont six enfants. Malgré sa faible taille, elle concentre le plus grand nombre d'habitants dans l'Est des Îles Malouines et au sud de Goose Green.
Elle a été la propriété de la Falkland Islands Company jusqu'en 1991, date à laquelle elle a été vendu au gouvernement. Il y a une école, un centre communautaire et un magasin qui ouvre trois heures par semaine.
La ferme de North Arm a une superficie de 277 000 acres (1 120 km2).